# Contea di Houston (Minnesota)
La contea di Houston in inglese Houston County è una contea dello Stato del Minnesota, negli Stati Uniti. La popolazione al censimento del 2000 era di 19 718 abitanti. Il capoluogo di contea è Caledonia